# Agrostis mackliniae
Agróstis macklíniae (лат.) — вид однодольных растений рода Полевица (Agrostis) семейства Злаки (Poaceae). Впервые описан ирландским ботаником Норманом Лофтусом Бором в 1957 году.

## Распространение, описание
Встречается от северо-запада провинции Юньнань (Китай) до Мьянмы.
Гемикриптофит. Многолетнее растение. Стебель 15—30 см длиной. Листовая пластинка размером 3—10×0,2—0,3 см. Соцветие — метёлка, цветки мелкие. Плод — зерновка.

## Синонимы
Синонимичное название — Agrostis inaequiglumis var. nana Y.C. Yang.